# Pedicularis groenlandica

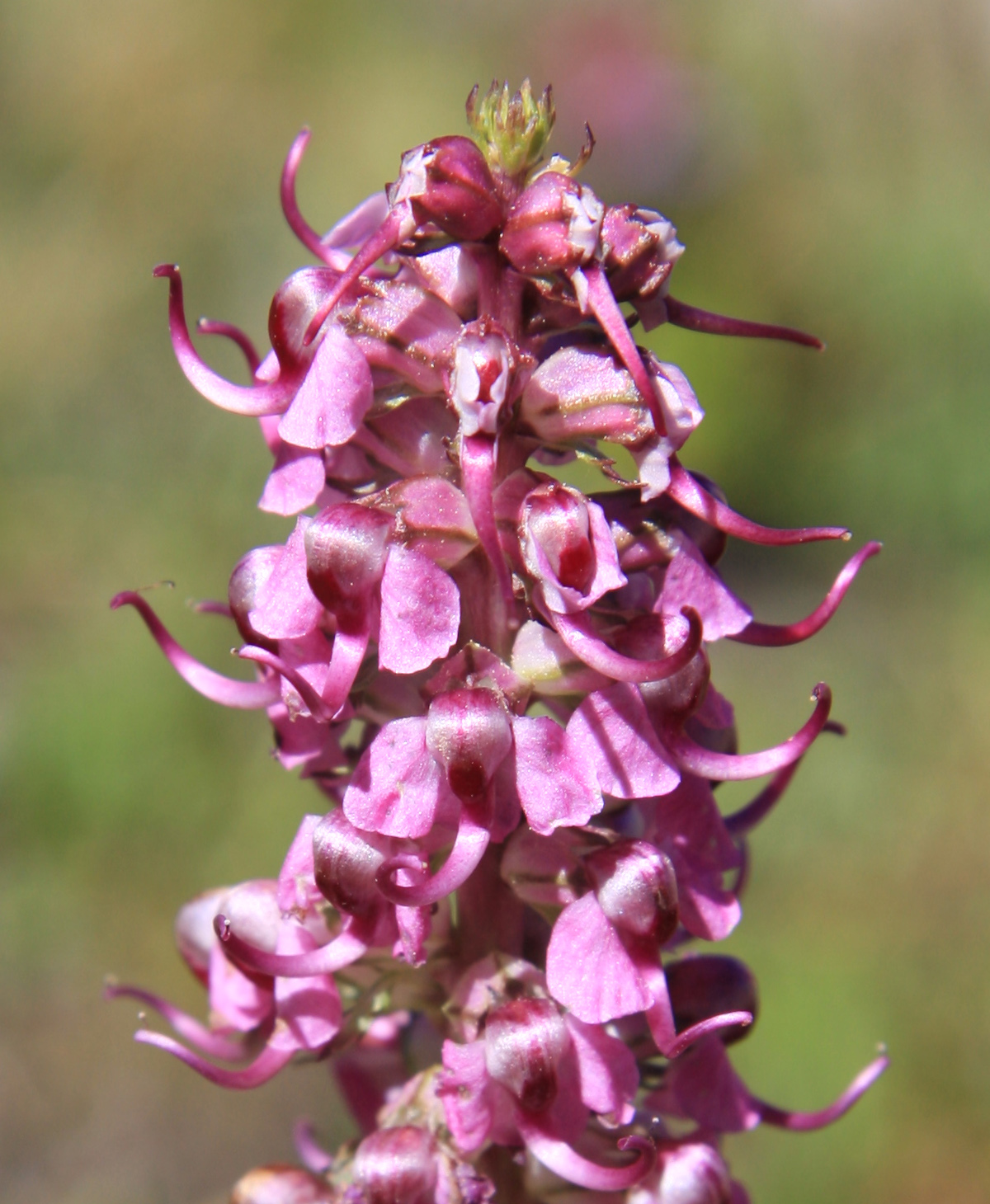
Detalle de la inflorescencia

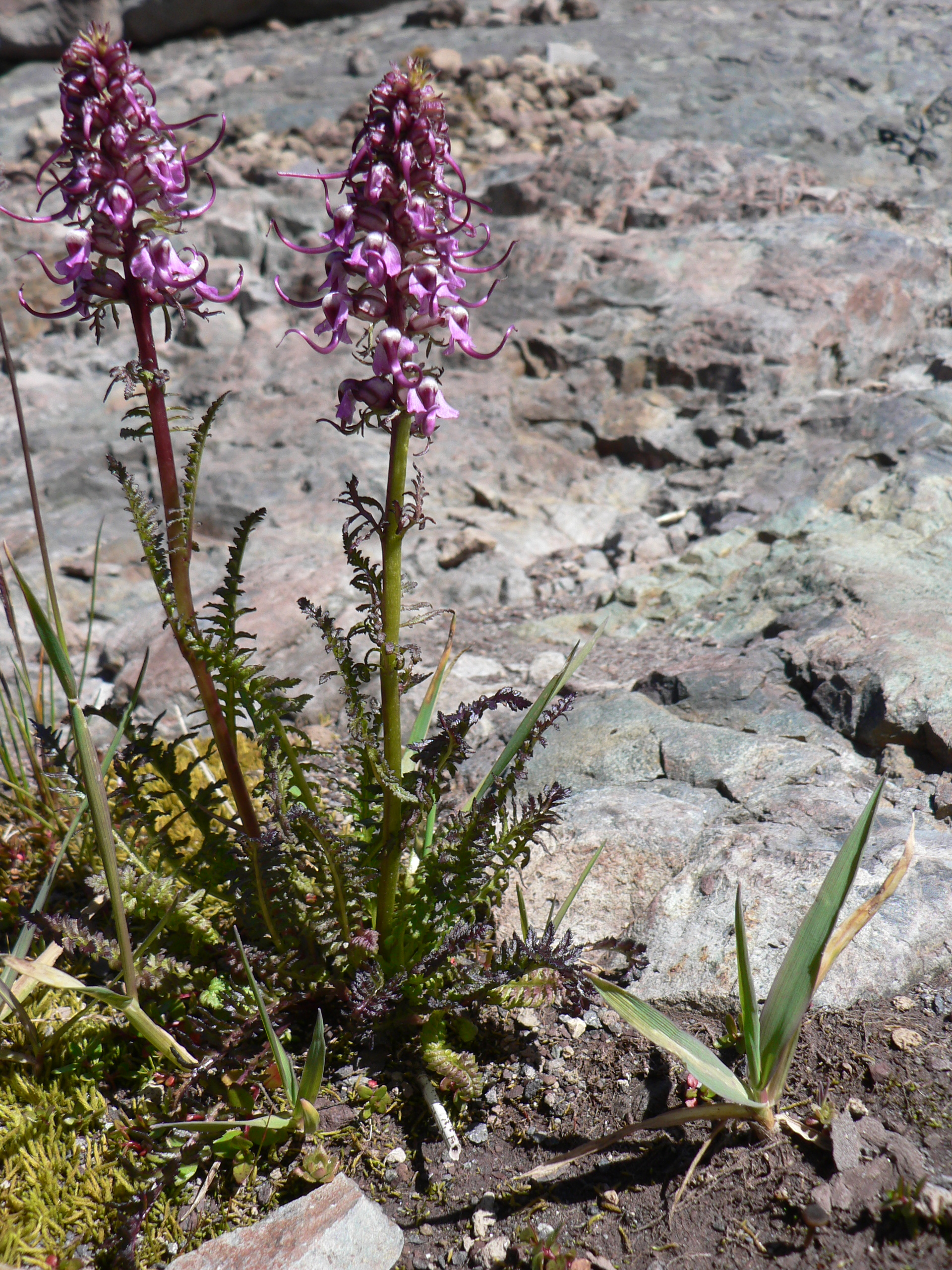
Vista de la planta

Pedicularis groenlandica es una especie de planta herbácea perteneciente la familia Orobanchaceae.

## Descripción
Es una planta erecta que puede alcanzar un tamaño de hasta 80 centímetros de altura. Sus hojas como las de helechos agudo-dentadas se encuentran en el grueso tallo. El tallo está cubierto con una gran inflorescencia de color rosa brillante con flores de color púrpura o blanco. Cada flor tiene un pico largo y puntiagudo que se curva hacia arriba, se parece superficialmente a la trompa de un elefante, y los lóbulos laterales de la flor se parecen a las orejas de un elefante. Al igual que otros géneros relacionados de la familia, esta es un patógeno de las raíces que obtiene los nutrientes de las raíces de otras plantas por la perforación de ellos con haustorios.

## Distribución y hábitat
Esta planta se encuentra en las altas montañas del oeste de América del Norte, en particular en la Cordillera de las Cascadas y Sierra Nevada, gran parte de Canadá y Groenlandia, donde crece en ambientes húmedos como orillas de los ríos.

## Taxonomía
Pedicularis groenlandica fue descrita por Anders Jahan Retzius y publicado en Fl. Scand. Prodr. (ed. 2) 145. 1795.
Etimología
Pedicularis: nombre genérico que deriva de la palabra latína pediculus que significa "piojo", en referencia a la antigua creencia inglesa de que cuando el ganado pastaba en estas plantas, quedaban infestados con piojos.
groenlandica: epíteto geográfico que alude a su localización en Groenlandia.
Sinonimia
- Elephantella groenlandica (Retz.) Rydb.[3]